# ミノタウロス (ロケット)

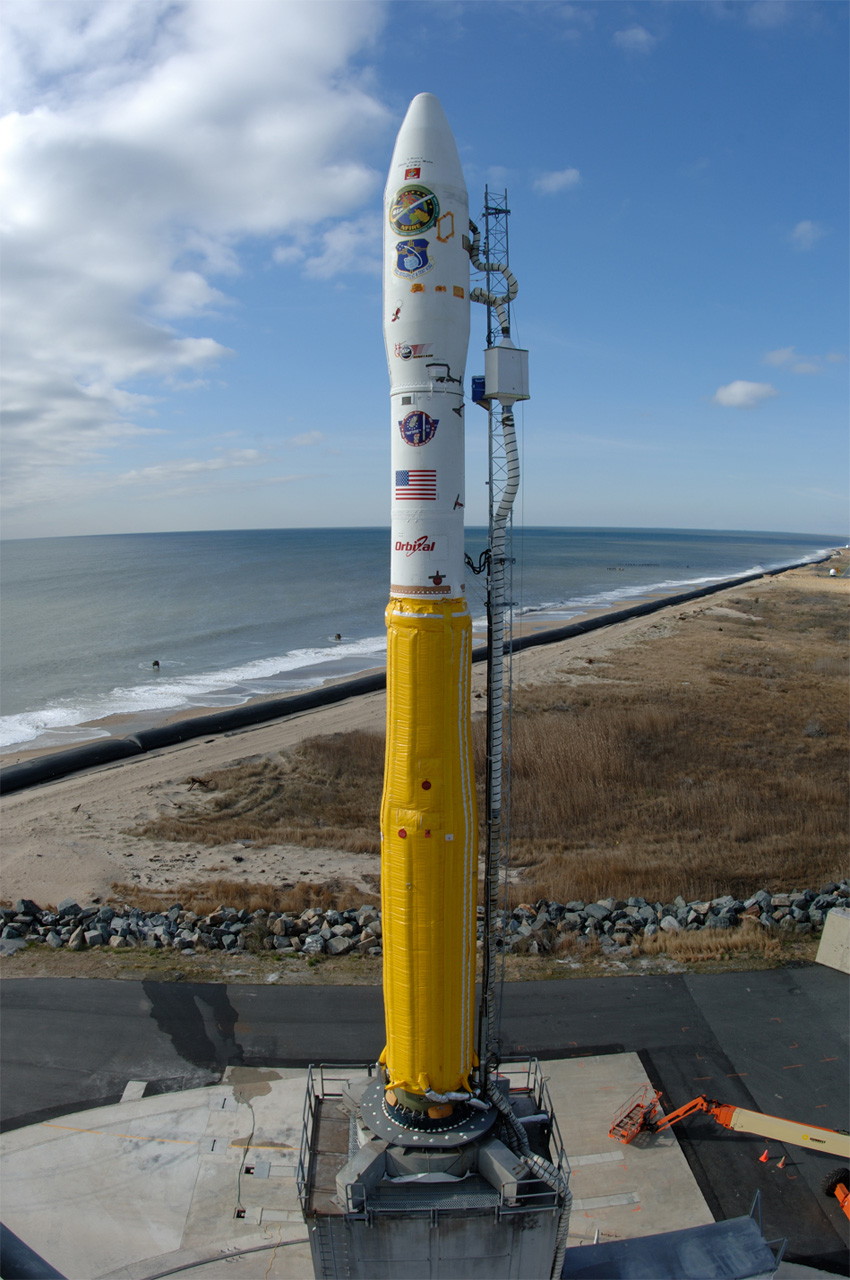
ミノタウロスI

ミノタウロス (Minotaur) はアメリカ合衆国の固体燃料ロケットシリーズ。ミニットマンとピースキーパー大陸間弾道ミサイルを転用している。製造はノースロップ・グラマン・イノベーション・システムズ（旧オービタル・サイエンシズ）が行っている。
ミノタウロスIは小型人工衛星を低軌道に投入するために使用される。ミノタウロスII（キメラ、またはTLVとしても知られる）は弾道飛行に使用され、おもにトラッキングや弾道弾迎撃ミサイル試験のターゲットとして使用される。ミノタウロスIIIも弾道飛行に使用される。ミノタウロスIVは衛星打ち上げに使用され、低軌道投入能力はミノタウロスIのそれより大きい。ミノタウロスVは2013年9月に初打ち上げに成功した機種で、静止トランスファ軌道や月遷移軌道を含む、より高い軌道への投入が可能な設計をしている。一方ミノタウロスCはトーラスロケットが改名されたものである。
ミノタウロスI、IIはミニットマンミサイル派生で、ミノタウロスIII、IV、V、Cはピースキーパー派生である。ミノタウロスIとIV, V, Cが現役。

## ミノタウロスC
空中発射型のペガサスロケットにピースキーパー由来の0段目を追加して地上発射型に転用したロケット。1994年とシリーズとして最も早くに打ち上げられたが、当初は「トーラスロケット」と呼ばれており、ミノタウロスの名称ではなかった。2011年の二度目の打ち上げ失敗の後に、現在のミノタウロスシリーズ由来の名称へと改名された。末尾の「C」は商用 (Commercial) を意味する。

## ミノタウロスI
本来のミノタウロスIは1段目にM55A1、2段目にSR19、3段目にOrion 50XL、4段目にOrion 38を使用し、オプションで5段目にHAPSを使用する。
ケープカナベラル空軍基地からだと高度185km、軌道傾斜角28.5度に580kgのペイロード能力があり、ヴァンデンバーグ空軍基地だと高度740kmの太陽同期軌道に310kgのペイロード能力がある。

## ミノタウロスII
弾道飛行用ロケットで、本質的にはミニットマンIIに軌道誘導・制御システムを備えたものである。1段目にM55A1、2段目にSR19、3段目にM57を使用。高度6700kmの弾道飛行に460kgのペイロード能力がある。

## ミノタウロスIII
弾道飛行用ロケットで、1段目にSR-118、2段目にSR-119、3段目にSR-120、4段目にSuper HAPSを使用。高度6700kmの弾道飛行に3060kgのペイロード能力がある。2013年9月の時点で、まだ打ち上げ実績はない。

## ミノタウロスIV
1段目にSR-118、2段目にSR-119、3段目にSR-120、4段目にOrion 38を使用。ケープカナベラルから高度185km、傾斜角28.5度の軌道に1735kgのペイロード能力がある。初飛行は2010年4月22日。

## ミノタウロスV
上段(5段)を新たに追加して、静止トランスファー軌道や、月、惑星ミッションに使用する。NASAはこのミノタウロスVを使用してLADEE（Lunar Atmosphere and Dust Environment Explorer）を2013年9月に打ち上げた。

## 打上げ記録
| 日時 (UTC)          | ロケット            | 回数 | ペイロード                                                               | 射場                   | 軌道       | 結果 |
| ------------------- | ------------------- | ---- | ------------------------------------------------------------------------ | ---------------------- | ---------- | ---- |
| 2000-01-27 03:03:06 | ミノタウロスI       | 1    | JAWSat (P98-1) (FalconSat1 / ASUSat1 / OCSE / OPAL)                      | ヴァンデンバーグ SLC-8 | LEO        | 成功 |
| 2000-05-28 20:00    | ミノタウロスII      | 1    | OSP-TLV Missile Defense Technology Demonstrator                          | ヴァンデンバーグ LF-06 | 弾道       | 成功 |
| 2000-07-19 20:09:00 | ミノタウロスI       | 2    | MightySat II.1 (Sindri, P99-1) / MEMS 2A / MEMS 2B                       | ヴァンデンバーグ SLC-8 | LEO        | 成功 |
| 2001-12-04 04:59    | ミノタウロスII      | 2    | TLV-1 IFT-7 GMDS target mission                                          | ヴァンデンバーグ LF-06 | 弾道       | 成功 |
| 2002-03-16 02:11    | ミノタウロスII      | 3    | TLV-2 IFT-8 GMDS target mission                                          | ヴァンデンバーグ LF-06 | 弾道       | 成功 |
| 2002-10-15 02:01    | ミノタウロスII      | 4    | TLV-3 GMDS target mission                                                | ヴァンデンバーグ LF-06 | 弾道       | 成功 |
| 2002-12-11 08:26    | ミノタウロスII      | 5    | TLV-4 GMDS target mission                                                | ヴァンデンバーグ LF-06 | 弾道       | 成功 |
| 2005-04-11 13:35:00 | ミノタウロスI       | 3    | XSS-11                                                                   | ヴァンデンバーグ SLC-8 | LEO        | 成功 |
| 2005-09-23 02:24:00 | ミノタウロスI       | 4    | Streak (STP-R1)                                                          | ヴァンデンバーグ SLC-8 | LEO        | 成功 |
| 2006-04-15 01:40:00 | ミノタウロスI       | 5    | COSMIC / FORMOSAT-3                                                      | ヴァンデンバーグ SLC-8 | LEO        | 成功 |
| 2006-12-16 12:00    | ミノタウロスI       | 6    | TacSat-2 / GeneSat-1                                                     | MARS LP-0B             | LEO        | 成功 |
| 2007-03-21 04:27    | ミノタウロスII      | 6    | TLV-5 FTX-02 SBR target mission                                          | ヴァンデンバーグ LF-06 | 弾道       | 成功 |
| 2007-04-24 06:48    | ミノタウロスI       | 7    | NFIRE                                                                    | MARS LP-0B             | LEO        | 成功 |
| 2007-08-23 08:30    | ミノタウロスII+     | 7    | TLV-7 Mission 2a sensor target for NFIRE satellite                       | ヴァンデンバーグ LF-06 | 弾道       | 成功 |
| 2008-09-24 06:57    | ミノタウロスII+     | 8    | TLV-8 Mission 2b sensor target for NFIRE satellite                       | ヴァンデンバーグ LF-06 | 弾道       | 成功 |
| 2009-05-19 19:55    | ミノタウロスI       | 8    | TacSat-3 / PharmaSat / AeroCube 3 / HawkSat I / CP-6                     | MARS LP-0B             | LEO        | 成功 |
| 2010-04-22 23:00    | ミノタウロスIV Lite | 1    | HTV-2a                                                                   | ヴァンデンバーグ SLC-8 | 弾道       | 成功 |
| 2010-09-26 04:41    | ミノタウロスIV      | 2    | SBSS                                                                     | ヴァンデンバーグ SLC-8 | SSO        | 成功 |
| 2010-11-19 01:45    | ミノタウロスIV HAPS | 3    | STP-S26（FASTRAC-A / FASTRAC-B / FalconSat-5 / FASTSAT / O/OREOS / RAX） | コディアック LP-1      | LEO        | 成功 |
| 2011-02-06 12:26    | ミノタウロスI       | 9    | NROL-66                                                                  | ヴァンデンバーグ SLC-8 | LEO        | 成功 |
| 2011-06-30 03:09    | ミノタウロスI       | 10   | ORS-1                                                                    | MARS LP-0B             | LEO        | 成功 |
| 2011-08-11          | ミノタウロスIV Lite | 4    | HTV-2b                                                                   | ヴァンデンバーグSLC-8  | 弾道       | 成功 |
| 2011-09-27          | ミノタウロスIV+     | 5    | TacSat-4                                                                 | コディアック LP-1      | HEO        | 成功 |
| 2013-09-07 03:27    | ミノタウロスV       | 1    | LADEE                                                                    | MARS LP-0B             | 月投入軌道 | 成功 |
| 2013-11-20 01:15:00 | ミノタウロスI       | 11   | ORS-3ミッション（STPSat-3とCubeSat28機)                                  | MARS LP-0B             | LEO        | 成功 |